# Roque Mesa
Roque Mesa Quevedo (Telde, Las Palmas, España, 7 de junio de 1989), conocido como Roque Mesa, es un futbolista español que juega como centrocampista en el Johor Darul Takzim F. C. de la Superliga de Malasia.

## Trayectoria
Roque se inició en clubes de base del municipio de Telde, Gran Canaria. Con 15 años dejó el cadete de la U. D. Telde para dar el salto al Levante U. D. En la temporada 2007-08 alcanzó el filial de Segunda B. Tras cuatro años en Valencia, se quedó sin equipo y vuelve a Canarias. Tras un breve paso por el A. D. Huracán del grupo canario de Tercera, en el mercado invernal de 2012, fichó por al filial del vecino C. D. Tenerife también en tercera.
La temporada siguiente se incorporó a la U. D. Las Palmas, de nuevo en un filial. El debut en segunda le llega de la mano de Juan Manuel Rodríguez, convirtiéndose en titular en el primer equipo el resto de la temporada 2011-12. Sin embargo, al año siguiente Sergio Lobera no confió en él, a pesar de renovar su contrato por dos años más, fue cedido al Atlético Baleares. Tras esta temporada de cesión, volvió para incorporarse un año más al filial que acababa de ascender a segunda B.
En la temporada 2014-15 comenzó su progresión más importante. Paco Herrera le dio la titularidad y el mando del centro del campo de un equipo que acabó ascendiendo a Primera División. Además, el decisivo gol que anotó en el partido final de play-off ante el Real Zaragoza, lo convirtió en uno de los héroes del ascenso. La temporada siguiente, ya en la máxima categoría, fue titular todo el año tanto con Paco Herrera como con su sustituto, Quique Setién, contribuyendo en gran medida al buen año del equipo amarillo. En el verano estuvo a punto de abandonar el club destino Sevilla F. C., con una gran oferta, que la U. D. Las Palmas rechazó, mejorando económicamente el contrato que Roque tenía hasta 2020.
En la temporada 2016-17 continuó su progresión, siendo el líder indiscutible de un equipo elogiado por la mayoría de la prensa deportiva. En julio de 2017 fue traspasado al Swansea City equipo galés de la Premier League, una operación valorada en 12,5 millones de euros, firmó un contrato de 4 años con los "cisnes". Su debut en la Premier se produjo el 19 de agosto de 2017 saliendo de titular en la derrota 1-4 ante el Manchester United.
El 30 de enero fue cedido hasta el final de la temporada al Sevilla F. C. de la Primera División de España. Al final de la temporada se ejecutó lo opción de compra incluida en la cesión, con lo que firma hasta 2021 con el club sevillista. En la temporada 2018-19, con la llegada de Pablo Machín a la dirección técnica del Sevilla, ganó presencia en el equipo titular, haciendo muy buenos partidos en el mediocampo sevillista.
El 14 de septiembre de 2019 fue cedido al Club Deportivo Leganés de la Primera División de España. Tras el descenso del club, en el verano de 2020 volvió al Sevilla F. C., pero no llegó a participar en el inicio de la temporada, rescindiendo el año de contrato que le quedaba, para fichar por el Real Valladolid por tres temporadas. El 30 de junio de 2023 tras no ser renovado por el equipo pucelano quedó libre.
El 4 de septiembre de 2023 fichó por una temporada y otra más opcional por el Real Sporting de Gijón.

## Clubes
Actualizado al último partido jugado el 4 de junio de 2023.
| Club                             | País          | Año           | PJ  | G  |
| -------------------------------- | ------------- | ------------- | --- | -- |
| Levante U. D. "B"                | España        | 2007-2009     | 22  | 1  |
| C. D. Tenerife "B"               | España        | 2010          | 16  | 0  |
| Las Palmas Atlético              | España        | 2010-2011     |     |    |
| U. D. Las Palmas                 | España        | 2011-2012     | 22  | 0  |
| C. D. Atlético Baleares (cedido) | España        | 2012-2013     | 33  | 3  |
| Las Palmas Atlético              | España        | 2013-2014     | 37  | 8  |
| U. D. Las Palmas                 | España        | 2014-2017     | 114 | 6  |
| Swansea City A. F. C.            | Gales         | 2017-2018     | 16  | 0  |
| Sevilla F. C.                    | España        | 2018-2020     | 56  | 3  |
| C. D. Leganés (cesión)           | España        | 2019-2020     | 30  | 1  |
| Real Valladolid C. F.            | España        | 2020-2023     | 101 | 9  |
| Sporting de Gijón                | España        | 2023-2024     |     |    |
| Johor Darul Takzim F. C.         | Malasia       | 2025-act.     |     |    |
| Total carrera                    | Total carrera | Total carrera | 447 | 31 |

## Palmarés

### Distinciones individuales
| Distinción                                         | Año  |
| -------------------------------------------------- | ---- |
| Mejor jugador del mes de enero de la liga Adelante | 2015 |
| Trofeo Germán Dévora                               | 2016 |
| Mejor deportista de Telde                          | 2016 |